# Байрох, Пауль
Пауль Байрох (фр. Paul Bairoch; 24 июля 1930, Антверпен — 12 февраля 1999, Женева) — бельгийско -швейцарский историк экономики, специализирующийся на мировой экономической истории, городской истории и исторической демографии. Он опубликовал или стал соавтором более двух десятков книг и 120 научных статей. Его главные работы подчеркивают сельскохозяйственные предпосылки, необходимые для индустриализации, и утверждают, что колонизация не была выгодна колониальному населению. Он утверждал, что тарифы и рост были положительно коррелированы в XIX веке. Он отвергает представление о том, что колониализм сыграл решающую роль в экономическом развитии Запада.

## Академическая карьера
Байрох получил степень бакалавра по заочной форме, намереваясь стать инженером, но в 1956 году он обратился к изучению экономической истории в парижской Практической школе высших исследований. Он получил докторскую степень в 1963 году в Свободном университете Брюсселя, где работал с 1965 по 1995 год. Он был экономическим советником Генерального соглашения по тарифам и торговле (ГАТТ) в Женеве с 1967 по 1969 год, профессором Университета сэра Джорджа Уильямса (Конкордия) в Монреале с 1969 по 1971 год и по рекомендации Фернана Броделя стал директором по исследованиям в практической школе высших исследований с 1971 по 1972 год. В 1972 году он стал профессором истории в Женевском университете. Он вышел на пенсию в 1995 году. Он также был приглашенным профессором в Гарварде и в Коллеж де Франс (1983) и доктором honoris causa в Швейцарской высшей технической школе Цюриха. С 1985 года Байрох руководил рядом исследовательских проектов по мировой экономике в Центре международной экономической истории в Женеве.

## Исследования
Пол Байрох стремился посредством количественного эмпирического исследования исторических тенденций поставить под сомнение и оспорить многие убеждения, которые в настоящее время общеприняты в экономике (см., В частности, его работу «Экономика и мировая история: мифы и парадоксы»), среди которых: идея о том, что свободная торговля исторически приводила к периодам экономического роста; что отход от свободной торговли вызвал Великую депрессию; и что колониальные державы в 19-м и начале 20-го веков стали богатыми, эксплуатируя Третий мир. Байрох утверждал, что такие убеждения основаны на недостаточных знаниях и ошибочных интерпретациях экономической истории Соединённых Штатов, Европы и Третьего мира. Он подробно исследовал причины, по которым промышленный взлет был предотвращен в колонизированных странах третьего мира (см., например, его книгу Révolution industrielle et sous-développement). Он известен своими подробными эмпирическими исследованиями экономических проблем стран третьего мира, промышленной революции и её последствий, а также городской истории. Его исторические оценки показателей валового продукта все ещё упоминаются в литературе, хотя некоторые из них также оспариваются другими историками экономики, такими как Ангус Мэддисон.
Байрох утверждает, что свободная торговля способствовала деиндустриализации в Османской империи. В отличие от протекционизма Китая, Японии и Испании, Османская империя проводила либеральную торговую политику, открытую для иностранного импорта. Это берет свое начало в капитуляциях Османской империи, начиная с первых торговых договоров, подписанных с Францией в 1536 году и продолженных капитуляциями в 1673 и 1740 годах, которые снизили пошлины на импорт и экспорт до 3 %.

Либеральная политика Османской империи была высоко оценена британскими экономистами, такими как Дж. Р. Мак-Куллох в своем «словаре торговли» (1834), но позже подверглась критике британскими политиками, такими как премьер-министр Бенджамин Дизраэли, который назвал Османскую империю «примером ущерба, нанесенного безудержной конкуренцией» в дебатах о хлебных законах 1846 года: 
В Турции была свободная торговля, и что она произвела? Она уничтожила некоторые из лучших мануфактур мира. Эти мануфактуры существовали еще в 1812 году, но они были уничтожены. Таковы были последствия конкуренции в Турции, и ее последствия были столь же пагубны, как и последствия противоположного принципа в Испании.

## Цитаты
«L’Occident n’a pas besoin du tiers monde, ce qui est une mauvaise nouvelle pour le tiers monde» («Западу не нужен третий мир, а это плохая новость для третьего мира»)

«L’Occident n’avait pas besoin du tiers monde, ce qui est une bonne nouvelle pour le tiers monde» («Запад не нуждался в третьем мире, что является хорошей новостью для третьего мира»)
Пауль Байрох утверждал, что колониализм и эксплуатация третьего мира, существовавшие в 19-м и начале 20-го века, не являются необходимыми для индустриализации. Это, по его мнению, «хорошая новость» для стран третьего мира, поскольку это означает, что развитие может происходить без эксплуатации других регионов.
«S’il me fallait résumer ce que l’essence de l’histoire économique peut apporter à la science économique, je dirais qu’il n’existe pas de „lois“ ou règles en économie qui soient valables pour toutes les périodes de l’histoire ou pour chacun des systèmes économiques». («Если бы мне пришлось суммировать суть того, что экономическая история может внести в экономическую науку, я бы сказал, что в экономике не существует „законов“ или правил, которые действительны для всех периодов истории или для каждой экономической системы»)

## Книги и монографии
- Le mythe de la croissance économique rapide au XIXe siècle. 1962
- Le processus et l’amorce de la croissance économique. [1963]
- La formation des prix des fruits, légumes et produits laitiers (совместно с Жоржем Торном). Брюссель: брюссельский Свободный университет, Институт де прохождении курса, 1964
- La baisse des couts des transports et le développement économique. 1965
- Niveaux de développement économique de 1810 áa 1910. 1965
- L’Economie belge et internationale (совместно с Т. Дельдиком и др.). Institut de sociologie, Université libre de Bruxelles, 1965.
- Originalités et conséquences de la révolution industrielle, 1966
- Le rôle de l’Agriculture dans la création de la sidérurgie moderne. 1966
- Evolution de la population active dans le monde par branch et par régions, 1880—1960. 1968
- La population active et sa structure. Су Ла направлении де П. Bairoch пар Deldycke Т., Х. гульденов [и др.] Ж.-М. Limbor АВЭК-де-ла участие Г. Лефевера, г. Торн [и др.] г. Vandenabeele. [1968]
- Diagnostic de l'évolution économique du Tiers-monde, 1900—1968. 4-е издание. Париж : Готье-Виллар, 1970
- De tertiaire sector; studie over de invloed der ontwikkeling op de vermindering van de omvang der economische fluctuaties (with others) Bruxelles : Institut de sociologie de l’Université libre, [1970]
- Le Tiers monde en l’an 2000 (с Пьером массе). Париж: издательство universitaires de France, 1971.
- Тенденции 1960—1967 гг. и краткосрочные перспективы экономики третьего мира. Дакар: Организация Объединённых Наций, Африканский Институт экономического развития и планирования, 1971.
- Le Tiers-Monde dans l’Impasse. Отель Le démarrage экономико-дю-АV века XX века. Галлимар, 1971.
- Le chômage urbain dans les pays en voie de développement : présentation générale du problème et éléments d’une solution. Genève: Bureau International du Travail, 1972.
- Révolution industrielle et sous-développement. Четвёртое издание, Париж: Мутон, 1974.
- Экономическое развитие стран третьего мира с 1900 г. 1975 г.
- Безработица в городах в развивающихся странах: характер проблемы и предложения по её решению Международное Бюро труда; 2-е издание, июнь 1976 г.
- Commerce extérieur et développement économique de l’Europe au XIX siècle. Париж: Мутон, 1976.
- Taille des villes, conditions de vie et développement économique. Париж: Éd. de l'école des hautes études en sociales, 1977.
- Диспропорции в экономическом развитии после промышленной революции (Paul Bairoch and Maurice Lévy-Leboyer, eds.) Palgrave: Macmillan, 1981. Нью-Йорк: Сент-Мартин пресс, 1981.
- Структура равенства как produits экспортных операций ярусов дю-Монд 1830—1937 (с Боуда Этемад) Женева: Дро, 1985.
- Les passages des économies traditionnelles européennes aux sociétés industrielles: quatrième rencontre franco-suisse d’histoire économique et sociale. (под ред. поля Байроша и Анн-Мари Пюз). Женева: Дро, 1985.
- Histoire économique De Jéricho à Mexico. Villes et économie dans l’histoire. Галлимар, 1985
- La population des villes européennes: 800—1850 : banque de données et analyse sommaire des résultats (совместно с Жаном Бату и Пьером Шевром) Genève : Droz, 1988.
- Города и экономическое развитие: От зари истории до наших дней. Перевод Кристофера Брейдера. 1988
- La Suisse dans l’Economie mondiale (с Мартином Кернером). Женева 1990.
- Мировое производство энергии, 1800—1985 = Production mondiale d'énergie" (совместно с Etemad Bouda & Jean Luciani; под руководством Paul Bairoch & Jean-Claude Toutain) Genève : Librairie Droz, 1991
- Liber amicorum: Henri Vander Eycken (с Анри Вандером Эйкеном). Брюссель : Вубпресс, 1991.
- Экономика и мировая история: мифы и парадоксы. Издательство Чикагского университета, 1993
- Autour de l’histoire sociale du temps. Цюрих: Chronos Verlag, 1997.
- Victoires et déboires : histoire économique et sociale du monde du XVIe siècle à nos jours (3 тома). Галлимар, 1997.
- L’Agriculture des pays développés, 1800 à nos jours. Париж: Economica, 1999
- Берк, Сьюзен; Байрох, Пол (Июнь 1989). «Глава I — европейская торговая политика, 1815—1914». В Промышленно Развитых Странах: Разработка экономической и социальной политики. Кембриджская Экономическая история Европы от упадка Римской Империи. Том 8. Нью-Йорк: Издательство Кембриджского Университета. С. 1-160.
- «Урбанизация и экономика в доиндустриальных обществах: результаты двух десятилетий исследований», in: Journal of European Economic History vol. 18, no. 2 1989
- «La Literature Periodique d’histoire economique contemporaine» (совместно с Bouda Etemad), in: Annales E. S. C., 47, 1987
- «Влияние урожайности сельскохозяйственных культур, производительности сельского хозяйства и транспортных расходов на рост городов между 1800 и 1910 годами». В: A M van der Woude, Akira Hayami, Jan De Vries (eds.) Урбанизация в истории: процесс динамических взаимодействий. Нью-Йорк: Издательство Оксфордского Университета, 1990.
- «L’Industrie manufacturière suisse : succès et déboires : une perspective internationale et historique (1830—1990)». В: Passé pluriel: en hommage au professeur Roland Ruffieux. Фрибург : Изд-во университета, 1991.
- «Город и технологические инновации» в фаворитах Фортуны; технология, рост и экономическое развитие со времен промышленной революции. Под редакцией Патриса Хигонне, Дэвида С. Ландеса и Генри Розовского. Кембридж, Штат Массачусетс. : Издательство Гарвардского Университета, 1991
- «La Belgique dans le commerce international, 1830—1990», Entrepreneurship and the Transformation of the Economy (10-XX вв.). Очерки в честь Германа ван дер Ви, Левен, 1994.
- «Мифы глобализации: некоторые исторические размышления об интеграции, индустриализации и росте мировой экономики» (совместно с Ричардом Козул-Райтом). Дискуссионный документ ЮНКТАД UNCTAD/OSG/DP/113 март 1996 года.
- «Глобализация, мифы и реалии: один век внешней торговли и иностранных инвестиций». Лондон: Routledge, 1996.
- «Les exportations d’articles manufacturés de la Suisse dans le contexte international (1840—1994)». Мартин Кернер и Франсуа Вальтер. 1996.
- «Новые оценки продуктивности сельского хозяйства и доходности развитых стран, 1800—1990,» в Амит Бхадури и Руна Skarstein, ЭЦП., Экономического развития и продуктивности сельского хозяйства, Челтенхем, Великобритания, Эдвард Элгар, 1997, с. 45-64.
- «Влияние глобализации на занятость в Европе» в книге: торговля и рабочие места в Европе : много шума из ничего?, под редакцией Матиаса Деватрипонта, Андре Сапира и Халида Секката. Оксфорд: Издательство Оксфордского Университета, 1999.
- «Составляющие экономические принципы глобализации в исторической перспективе.» Международная социология, том 15, № 2, с. 197—214, 2000

## Избранные статьи
- Пауль Байрох и Дж.-М. Лимбор, «изменения в промышленном распределении мировой рабочей силы по регионам, 1880—1960 годы», International Labour Review, 98 (1968), стр.;
- «Population urbaine et taille des villes en Europe de 1600 à 1970», Revue d’histoire économique et sociale, Vol. 54, PP. 304–335
- «Свободная торговля и Европейское экономическое развитие в XIX веке». В: Европейское экономическое обозрение, 3, 1972.
- «Сельское хозяйство и промышленная революция 1700—1914», in: Carlo Cipolla (ed.), the Industrial Revolution — Fontana Economic History of Europe, Vol. 3. London: Collins/Fontana, 1973
- «Европейская внешняя торговля в XIX веке: развитие стоимости и объема экспорта (предварительные итоги)», в: журнал Европейской экономической истории, Том 2, № 1, 1973
- «Географическая структура и торговый баланс европейской внешней торговли с 1800 по 1970 год» в: Journal of European Economic History, Vol. 3, no. 3, 1974
- «Европейский валовой национальный продукт 1800—1975», in: Journal of European Economic History, 5, 1976.
- «Ответ на комментарий г-на Гундера Франка», в: Journal of European Economic History, Vol. 5, n. 2, 1976
- «Международные уровни индустриализации с 1750 по 1980 год», в: Journal of European Economic History, Vol. 11, no’S 1 & 2, Fall 1982.